# Stanley Kwan
Stanley Kwan (xinès tradicional: 關錦鵬; xinès simplificat: 关锦鹏; pinyin: Guān Jǐnpéng) és un director i productor nascut a Hong Kong el 9 d'octubre de 1957.

## Biografia[calcitació]
Kwan va néixer a Hong Kong, on va seguir els seus estudis fins a diplomar-se en comunicació de masses al Hong Kong Baptist College. Va trobar ràpidament una feina a la cadena de televisió TVB. Va dirigir la seva primera pel·lícula l'any 1985: Women, amb Chow Yun-Fat, que ser un gran èxit de recaptació.
Les pel·lícules de Kwan giren sovint al voltant de dones en situacions difícils, i dels seus problemes de cor. Love Unto Waste (1986), Rouge (1987), Full Moon in New York (1989), Centre Stage (1992) i Everlasting Regret (2005), són pel·lícules típiques de Stanley Kwan. Red Rose White Rose (1994) és una adaptació d'una novel·la de Zhang Ailing.
Kwan va sortir de l'armari l'any 1996 realitzant Yang ± Yin, un documental sobre les pel·lícules de llengua xinesa, vists a través dels papers de gènere i de la sexualitat. És un dels realitzadors obertament gais d'Àsia, i l'un dels molt pocs que hi ha treballat. La seva pel·lícula Lan Yu (2001) és una adaptació d'una història d'amor gai inicialment publicada a Internet.

## Filmografia
Les seves pel·lícules més destacades són:

### Director
- 1985: Women (Nu ren xin)
- 1986: Love Unto Waste (Deiha tsing)
- 1987: Rouge (Yin ji kau)
- 1990: Full Moon in New York (Ren zai Niu Yue)
- 1992: Too Happy for Words (Leung goh nuijen, yat goh leng, yat goh m leng)
- 1992: Center Stage (Yuen Ling-yuk)
- 1993: Kin chan no Cinema Jack
- 1994: Red Rose White Rose (Hong meigui, bai meigui)
- 1996: Yang ± Yin: Gender in Chinese Cinema
- 1997: Hold You Tight (Yue kuai le, yue duo luo)
- 1997: Still Love You After All These (Nian ni ru xi)
- 1999: The Island Tales (You shi tiaowu)
- 2001: Lan Yu
- 2005: Everlasting Regret (Changhen ge)

### Productor
- 1993: Ming Ghost (Sheng nu de yu wang)
- 1997: Love Is Not a Game, But a Joke (Fei yat boon oi ching siu suet)
- 1999: The Accident (Sam yuen yi ma)
- 1999: Love Will Tear Us Apart (Tin seung yan gaan)
- 2003: Night Corridor (Yao ye hui lang)
- 2003: The Floating Landscape (Lian zhi feng jing)
- 2004: Hands in the Hair (Zuo tou)

## Premis
- 1988: Montgolfière d'or al Festival dels 3 Continents per Rouge.
- 1988: Premi Hong Kong a la millor pel·lícula per Rouge.
- 1990: millor pel·lícula al Golden Horse Film Festival per Full Moon in New York.
- 1998: Alfred Bauer Prize i Teddy Award en la 48a Berlinale per Hold You Tight.[3]